# Annemarie Süchting-Koenemann
Annemarie Süchting-Koenemann (auch Annemarie Süchting; * 8. Juli 1895 als Irmgard Ellen Annemarie Koenemann in Charlottenburg; † 24. August 1988 in Hamburg) war eine deutsche Malerin, Grafikerin, Bildhauerin und Schriftstellerin.

## Leben
Die Tochter des Premierleutnants Armin Koenemann und seiner Frau Frieda, geb. Klein, war seit 1909 in Altona ansässig; 1959 war sie gemäß dem Hamburger Adressbuch am Falkensteiner Ufer 76 in Hamburg-Blankenese eingetragen.
Von 1912 bis 1914 besuchte sie die Handwerker- und Kunstgewerbeschule in Altona und wurde im Zeichnen und Modellieren von dem Bildhauer August Henneberger und von dem Maler Hans Kolitz (1874–1961) unterrichtet.
Sie unternahm in verschiedene europäische Länder intensive Studienreisen und malte Hamburger Ansichten, Landschafts- und Porträtmalerei, Genremalerei in Öl und Aquarell, Blumenmalerei und erstellte Kleinplastiken.
Ab 1945 betätigte sie sich überwiegend literarisch. 1960 heiratete sie den Ingenieur Wilhelm Süchting. Sie starb 1988 in Hamburg. Die Familiengrabstätte auf dem Friedhof Ohlsdorf, in der sie beigesetzt wurde, ist verwaist. Sie liegt südlich von Kapelle 2. 

## Schriften (Auswahl)
- Ein Wiesentag – symphonische Dichtung für Orchester und Kinderchor. Hamburg: Internationale Musikverlage Hans Sikorski, 1955.
- Fröhliche Geschichten. Göttingen W. Fischer 1964.
- Die Schalen des Dschingis-Khan. Herford Koehler 1967.
- Meine lieben Tiere. Göttingen Fischer 1972.
- Alles fliesst – Gedichte. Hamburg Christians 1976.

## Werke (Auswahl)
Werke von Annemarie Süchting-Koenemann befinden sich im Altonaer Museum in Hamburg.